# Drukarnia rodzinna Elsevierów
Drukarnia Elsevierów – rodzinna firma Elzewirów, założona przez Lodewijka Elseviera w 1583 roku na którą składały się drukarnie i księgarnie w Lejdzie.

## Historia firmy
W 1580 roku do Lejdy przybył introligator z zawodu Lodewijk Elzevier. Początkowo pracował jako pedel na uniwersytecie a dzięki pozwoleniu władzy uczelni sprzedawał książki studentom. 1583 roku założył księgarnię nakładową działającą głównie dla potrzeb uniwersytetu. W 1604 roku zorganizował pierwszą sprzedaż aukcyjną w Holandii. Z biegiem czasu jego działalność rozszerzyła się na inne kraje Europy, brał udział w targach książki we Frankfurcie nad Menem oraz w Lipsku, nawiązywał kontakty w Paryżu, Londynie i Wenecji, dla swoich księgarni skupował całe biblioteki.
Po jego śmierci firmę prowadzili jego synowie Mathias, Bonaventura Jost i Ludwik. Dwaj ostatni swoje księgarnie prowadzili w Hadze i Utrechcie.
Rozwój i sławę drukarni przyniósł Abraham Elsevier (1592–1652) oraz Isaak (1596–1651) syn Mathiasa. Ten ostatni w 1617 roku jako pierwszy z rodziny założył w Lejdzie drukarnię posiadającą czcionki języków wschodnich odziedziczona od orientalisty uniwersyteckiego Thomasa Erpeniusa (Van Erpe). Drukarnia wydawała wówczas dzieła naukowe. W 1625 roku firma została sprzedana Lodevijkowi Bonaventurze i jego bratu Abrahamowi. Pierwszy prowadził działalność księgarsko-wydawniczą a drugi drukarnię. Obie firmy działały pod jednym szyldem. Po ich śmierci rodzinny interes przejęli synowie: od strony Bonaventury, Daniel (1626-1680) a od strony Abrahama, Johannes (1622–1661). W 1712 roku po dwudziestu latach od śmierci obojga, firma prowadzona jeszcze przez wdowę Johannesa a następnie syna Abrahama, została zlicytowana.
Firma Elsevirów miała swoje filie w innych miastach, głównie w Amsterdamie, gdzie istniała księgarnia nakładowa prowadzona przez wnuka Ledevijka I, Lodevijka III (1604–1670). Firma istniała od 1638 roku. Sam Lodevijk III był osobą wykształconą i posiadał duże umiejętności handlowca. Firma, pomimo wysokiego poziomu swoich druków, została po śmierci Daniela w 1680 roku, (brata stryjecznego Ludwika) i jego żony w 1681, zlicytowana. Firma księgarsko-wydawnicza Elzevirów należała do najważniejszych i najbardziej popularnych wydawnictw XVII i XVIII wieku.

## Druki
Druki z oficyny Elsevirów były wydawane za pomocą czcionki zaprojektowanej przez holenderskiego projektanta i typografa Christophera van Dycka. Ich druki charakteryzowały się najwyższym poziomem typograficznym. Większość druków miała format 12°, zwany później elzewirami  odznaczającymi się lekkimi oprawami ze stronami tytułowymi odbijanymi techniką miedziorytniczą i niską ceną. Pierwszą książką pod szyldem Elsevira była wydana w 1583 roku Ebraicarum questionum libri duo nakładem Drusiusa Na karcie tytułowej widniał napis: „Lugduni Batavorum apud Ludovicum Elzevirium”.
Do najbardziej znanych pozycji należy seria 35 „małych republik” wydawana w latach 1625–1627 w formie encyklopedycznej dotyczącej zagadnień geograficznych, historycznych, prawodawstwa i demografii różnych państw świata. Strony tytułowe przedstawiały emblematy opisywanych krajów symbolizujących poszczególne regiony np. Rzym symbolizowała wilczyca a państwa monarchiczne portrety władców. W cyklu wydany został w 1627 roku tom dotyczący ziem polskich pt. Republica, sive Status Regni Poloniae, ituaniae, Prussiae, Livoniae, Lugduni Batavorum ex Officina Elzeviriana, która doczekała się przedruku w 1642 roku. W cyklach przez 40 lat wydawana była Respublica Bohemiae wydawnictwem nie tylko Elsevirów. W sumie wyszło 59 dzieł w 63 woluminach.
Z Elsevirami współpracowali Descartes, Bacon, Milton, Molière Corneille i Jan Kalwin.

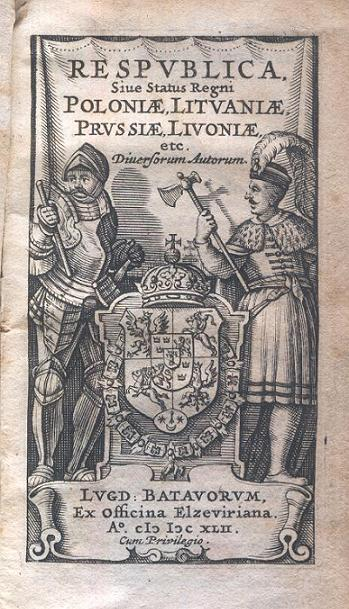
Republica, sive Status Regni Poloniae, ituaniae, Prussiae, Livoniae, Lugduni Batavorum ex Officina Elzeviriana 1627
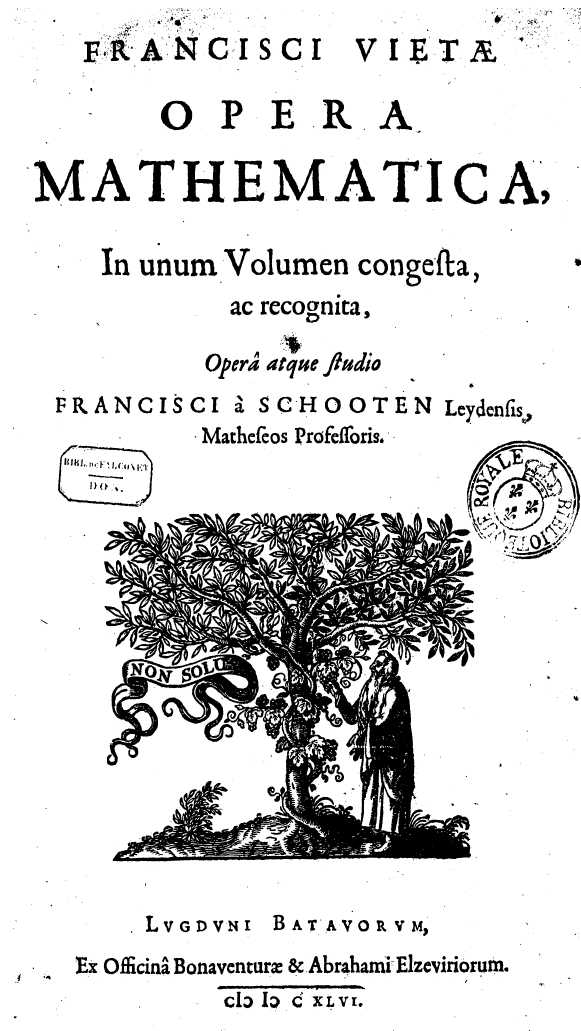
Les œuvres mathématiques François Viète, Lejdar,wyd. Bonaventure Abraham Elzevier (1646).
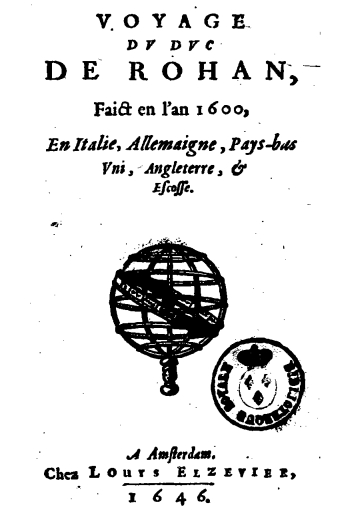
Le Voyage, Henri II de Rohan, wyd. Louis Elzevier (1646).
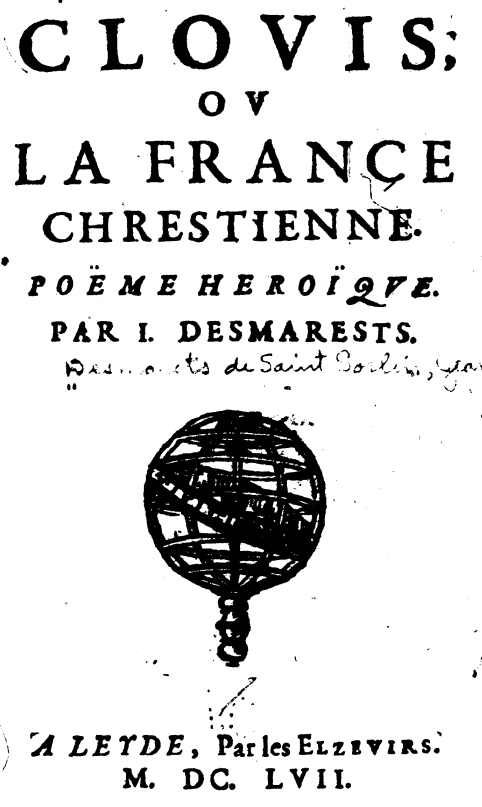
Clovis ou la France chrétienne, Jean Desmarets de Saint-Sorlin, Lejda Elzevier z 1657.
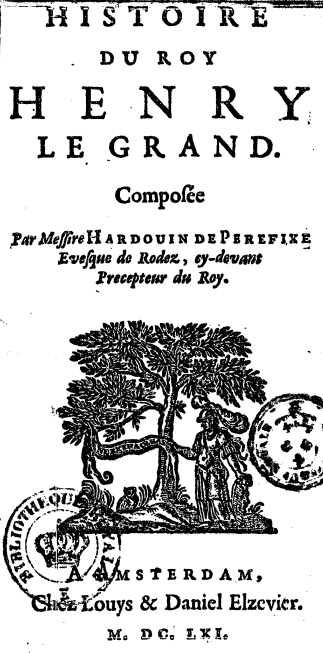
Histoire du Roy Henry le Grand , Hardouin de Péréfixe de Beaumont, Amsterdam, wyd. Louis i Daniel Elzevier (1661).
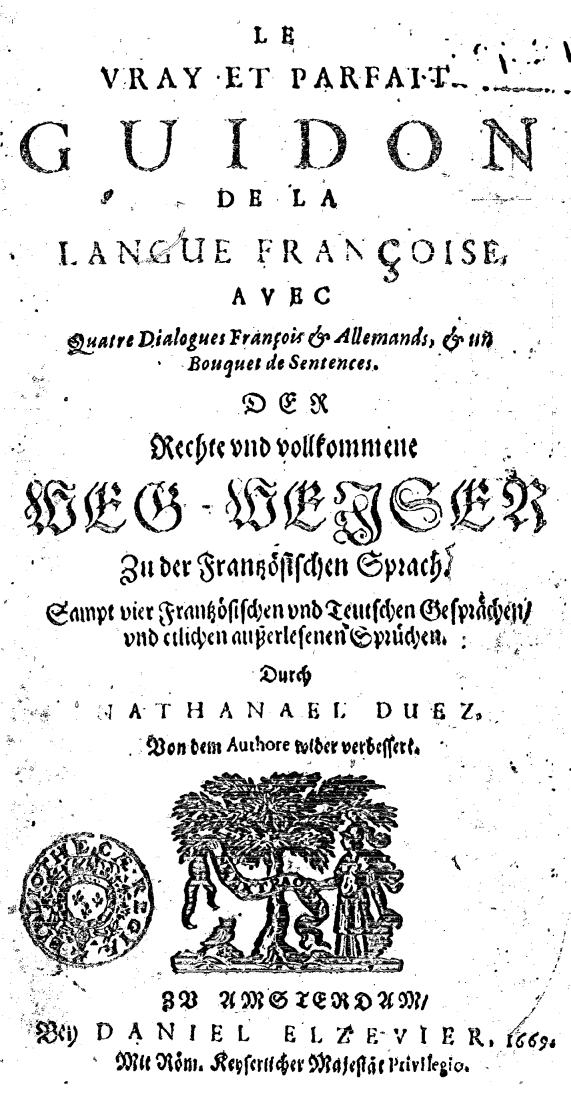
Le Vray et Parfait Guidon de la langue françoise, Nathanël Düez, Amsterdam, Daniel Elzevier (1669).
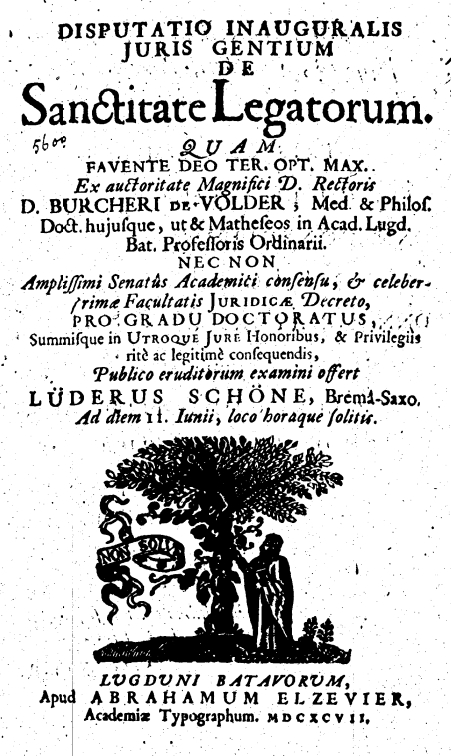
Lüder Schöne, Amsterdam, wyd. Abraham Elzevier (1697).